# Synové výčepu
Synové výčepu, dříve též František Sahula a Synové výčepu a později Fanánek a Synové výčepu, je litoměřická punk-rocková kapela. Ve skupině působí Rostislav „Řízek“ Cerman (kytara, zpěv), Pavel „Žmulín“ Musil (baskytara, trombón, zpěv), Radim „Tůča“ Tuček (bicí) a Jan „Štoky“ Štok (kytara, zpěv).

## Historie
Skupinu zakládal v roce 1991 František Sahula, když poprvé odešel ze skupiny Tři sestry. Po jeho smrti s nimi hrál mezi lety 2008 a 2014 příležitostně Lou Fanánek Hagen. Po něm byl frontmanem už jen Rostislav „Řízek“ Cerman. Mezi nejúspěšnější desky kapely patří kontroverzní V továrně je dobře z roku 1992.